# الإسلام .. ما هو؟
الإسلام .. ما هو؟ من مؤلفات الكاتب المصري مصطفى محمود وصدر عام 1979. يتحدث فيه الكاتب عن ماهية الدين الإسلامي وما به من عبادات وينظر إليها نظرته التحليلية الخاصة. يعرف الكاتب الدين بأنه «حالة قلبية، وشعور وإحساس باطني بالغيب، وإدراك مبهم، لكنه شديد الوضوح رغم إبهامه».

## الصلاة
يقارن الكاتب بين عبادة الصلاة في الإسلام وما انتشر من رياضات روحية بوذية الأصل في أمريكا. فبينما الأولى هي ترك للنفس وذهاب إلى الخلو والخلاص واللاشيء، هي في الإسلام ترك للذات وللدنيا ولكنها تذهب بصاحبها إلى المطلق، إلى الحضرة الإلهية كما يذكر الكاتب (ص. 12). كما يركز على أن الصلاة التقليدية لا تنفع بشيء ما لم تكن فعلا ترك للدنيا بمجرد دخول الصلاة بتكبيرة الإحرام والشعور بتلك الحضرة الإلهية التي تتلاشى فيها النفس والدنيا وهمومهما.
يتابع الكاتب بوصفه للصلاة الإسلامية بأنها «المعراج الأصغر وهي نصيب المسلم من المعراج الأكبر الذي عرج فيه محمد عليه الصلاة والسلام إلى ربه» وهي ليست حركات مجردة، بل أسرار ورحمات إلهية، تظهر خاصة في صلاة الفجر المشهودة وفي قيام الليل، الذي ينال صاحبه المقام المحمود. (ص. 15)